# Медаль «За Іракську кампанію» (США)
Медаль «За Іракську кампанію» (англ. Iraq Campaign Medal) — військова нагорода США, запроваджена у 2004 році президентом США Джорджем Бушем.
Медаллю нагороджуються військовослужбовці Збройних сил США, які брали участь у війні в Іраку. Для нагородження існують такі критерії: безперервна військова служба протягом щонайменше 30 діб  або не менш 60 діб з перервами у військовій кампанії в Іраку. Медаллю також можуть бути нагороджені військовослужбовці, які брали безпосередню участь у веденні бойових дій або підпадали під терористичну атаку поза залежності від кількості відслужених діб.